# Premier concerto pour piano (Landowski)
Pour les articles homonymes, voir Concerto pour piano no 1.
 (mars 2023).
Si vous disposez d'ouvrages ou d'articles de référence ou si vous connaissez des sites web de qualité traitant du thème abordé ici, merci de compléter l'article en donnant les références utiles à sa vérifiabilité et en les liant à la section « Notes et références ».
Le Premier concerto pour piano et orchestre « Poème » est un concerto de Marcel Landowski. Composé en 1939-40, il fut créé le 1er mars 1942 aux Concerts Pasdeloup avec Jacqueline Pottier au piano.

## Analyse de l'œuvre
1. Moderato - Allegro
2. Andante - Andantino
3. Allegro, bien rythmé